# All About the Benjamins
All About the Benjamins es una película de 2002 dirigida por Kevin Bray, y protagonizada por Ice Cube y Mike Epps como un cazador de recompensas y un reincidente que unen fuerzas para encontrar un grupo de ladrones de diamantes, el primero por la gloria, y el último para obtener un billete de lotería premiado.

## Elenco
- Ice Cube como Bucum, un cazador de recompensas rebelde tratando de conseguir los fondos para comenzar una empresa de investigación privada. Inicialmente interesado sólo en encontrar un grupo de ladrones de diamantes quienes le dispararon, luego decide resolver el atraco con el fin de generar publicidad para su posible firma.
- Mike Epps como Reggie, un buscavidas que anteriormente fue detenido por Bucum tres veces, que regularmente se saltea en libertad bajo fianza. Casi escapando de la muerte después de esconder la camioneta de los ladrones, se escapa con el fin de recuperar su billetera que contiene un billete de lotería premiado.
- Eva Mendes como Gina, la novia de Reggie, que eligió los números de la lotería, y lo ayuda a buscar la billetera.

## Banda sonora
Se lanzó una banda sonora que contiene música hip hop y R&B el 19 de febrero de 2002 por New Line Records. 